# قضاء (حكمة)
القضاء عند المتكلمين والحكماء مصطلح.

## عند المتكلمين
قضاء الله تعالى عند الأشاعرة هو إرادته الأزلية المتعلقة بالأشياء على ما هي عليه فيما لا يزال وقدره إيجاده إياها على قدر مخصوص وتقدير معين معتبر في ذواتها وأحوالها.

## عند الفلاسفة
وأما عند الفلاسفة فالقضاء عبارة عن علمه بما ينبغي أن يكون عليه الوجود حتى يكون على أحسن النظام وأكمل الانتظام، وهو المسمى عندهم بالعناية الأزلية التي هي مبدأ لفيضان الموجودات من حيث جملتها على أحسن الوجوه وأكملها، والقدر عبارة عن خروجها إلى الوجود العيني بأسبابها على الوجه الذي تقرر في القضاء. قيل هذا يخالف ما في مشاهير الكتب الحكمية وقيل أن القضاء عبارة عن وجود جميع الموجودات في العالم العقلي مجتمعة ومجملة على سبيل الإبداع، والقدر عبارة عن وجودها الخارجية مفصلة واحدا بعد واحد. وقيل أما العناية فهو علم الله تعالى بالموجودات على أحسن النظام والترتيب وعلى ما يجب أن يكون لكل موجود من الآلات، بحيث يترتب الكمالات المطلوبة منه عليها. والفرق بينها وبين القضاء أن في مفهوم العناية تفصيلا إذ هو تعلق العلم بالوجه الأصلح والنظام الأكمل الأليق بخلاف القضاء فإنه العلم بوجود الموجودات جملة.